# Evelyn McMeekin
Evelyn McMeekin (* 1. Dezember 1956) ist eine ehemalige britische Sprinterin und Mittelstreckenläuferin.
Bei den British Commonwealth Games 1974 in Christchurch wurde sie mit der schottischen Mannschaft Vierte in der 4-mal-400-Meter-Staffel und erreichte über 400 m das Halbfinale.
1978 wurde sie bei den Commonwealth Games in Edmonton Sechste über 800 m und Vierte mit der schottischen 4-mal-400-Meter-Stafette.
1976 und 1978 wurde sie Schottische Meisterin über 800 m.

## Persönliche Bestzeiten
- 400 m: 54,6 s, 15. September 1973, Edinburgh
- 800 m: 2:02,6 min, 20. August 1978, Edinburgh
- 1000 m: 2:38,44 min, 23. August 1978, London